# Estelle Millot
Pour les articles homonymes, voir Millot.
Estelle Millot, est une joueuse française de water-polo. Elle évolue dans le championnat pro A féminin français et en équipe Nationale.
Passionnée et pédagogue, elle gagne sa vie en tant qu'entraîneur à l'Olympique Nice Natation.

## Cote sportive

### Dans le championnat Pro A Français
- Vainqueur de la Coupe de France de water-polo féminin en 2011 et 2013 avec l'Olympic Nice Natation[1].
- Championne de France avec l'Olympic Nice Natation en 2012 et 2013 et avec le Lille Métropole Water-Polo en 2015.
- Vainqueur de la Coupe de la Ligue en 2015 avec le Lille Métropole Water-Polo.
- Seconde place avec l'Olympic Nice Natation en 2018

Élue meilleure joueuse du championnat de France en 2015, 2016 et 2018.

### Dans l'équipe Nationale
- 1re sélection en Équipe de France A en 2008
- 9e au Universiades de Shenzhen en 2011
- 7e au Universiades Kazan en 2013
- 14e aux Championnats du monde en 2015
- 7e aux Universiades de Gwangju en 2015
- 11e aux Championnats du monde en 2017
- 7e aux Universiades de Taipei
- 7e au championnat d'Europe en 2018
- 4e aux Jeux Méditerranéens en 2018

Désignée meilleure joueuse du match France-Italie par la FINA en Dèc. 2018.

## Cote entraîneur
- Entraineur de water-polo des équipes féminines (U13, U15 et U17) pour Olympic Nice Natation de 2013 à Aujourd'hui (coupure en 2015)
- Éducateur sportif en milieu scolaire spécialiste natation en 2017
- Entraineur de l’équipe U15 Région PACA - de 2016 à Aujourd'hui
- Entraineur de water-polo au tournoi international HABAWABA U11 en 2016
- Organisation d'une épreuve de Pop in the City en 2016
- Entraineur Groupe Avenir et École de l’eau (4-10 ans) en 2011 et 2012